# Pickhardshammer
Koordinaten: 51° 29′ 30″ N, 8° 57′ 34″ O
Der Pickhardshammer ist ein ehemaliger Eisenhammer in der Gemarkung von Orpethal, einem Stadtteil von Diemelstadt im nordhessischen Landkreis Waldeck-Frankenberg.

## Lage
Er befindet sich im Süden der heutigen Ortslage von Orpethal, unmittelbar östlich der Mühlenstraße, an der Straße Pickhardshammer 2 und 2a. Der einstige Mühlengraben fließt unmittelbar westlich am Gebäude vorbei; die Orpe verläuft etwa 150 m weiter östlich.

## Geschichte
Wohl bereits 1577 wurde ein Eisenhammer von Johannes Schmidt auf herrschaftlichem Grund errichtet, und im Jahre 1581 wurde eine Hamerschmidde bober Billingkhausen erwähnt. Eisenerz aus Adorf wurde bearbeitet und lieferte gute Erträge, die in einer angeschlossenen Eisenschmelze mit zeitweise zwei Herden weiterverarbeitet wurden. Die noch betriebenen Hämmer wurden 1814 von der fürstlichen Kammer an Landrat Schreiber übertragen und schließlich stillgelegt. Der Pickhardshammer mit seinem oberschlächtigen Wasserrad wurde danach als Sägemühle betrieben; das Wasserrad wurde 1952 durch eine Turbine ersetzt. Um die einstigen Hämmer siedelten sich in der Folge einige Familien an.
Ein 1692 erbautes diemelsächsisches Bauernhaus ist das älteste noch erhaltene Gebäude des Pickhardshammers. Das auf 219 m Höhe über NHN stehende Fachwerkhaus wurde nach Errichtung des östlich angebauten Wohnhauses (heute Wohnhaus mit Gaststätte) im frühen 20. Jahrhundert als Scheune genutzt. Sein Fachwerk ist reichlich durch Schnitzornamentik verziert: Türrahmen mit Rankenwerk, Balkenköpfe als Neidköpfe ausgebildet, Eckpfosten geschnitzt als kannelierte Säulen mit ionischen Kapitellen. Das Hallenhaus steht als Bau- und Kulturdenkmal unter Denkmalschutz. Der Förderkreis Pickhardshammer e.V. kümmert sich um die Erhaltung der historischen Hammerschmiede und betreibt dort ein Dokumentationszentrum der Hämmer und Mühlen in Nordwaldeck „Kraft durch Wasser“. Die Veranstaltungsräume bieten Platz für bis zu 80 Personen.

## Bildung von Orpethal
Die Gemeinde Orpethal entstand am 8. September 1853, als sie auf Anordnung des Fürsten Georg Viktor von Waldeck und Pyrmont durch die Zusammenlegung des Guts Billinghausen (einschließlich des Billinghäuser Zollhauses) mit Biggenhammer, Ottenshammer, Pickhardshammer, Rhoderhammer und der Orper Sägemühle gebildet wurde.